# Boules aux Jeux méditerranéens de 2018
Navigation
Édition 2013
Les compétitions de jeu de boules des Jeux méditerranéens de 2018 ont lieu du 28 au 30 juin 2018 à Tarragone.

## Médaillés

### Hommes
| Épreuve                      | Or                                       | Argent                              | Bronze                                        |
| ---------------------------- | ---------------------------------------- | ----------------------------------- | --------------------------------------------- |
| Pétanque - doublets          | France Damien Hureau Bruno Le Boursicaud | Italie Diego Rizzi Alessio Cocciolo | Tunisie Mohamed Khaled Bougriba Majdi Hammami |
| Pétanque - tir de précision  | Diego Rizzi (ITA)                        | Bruno Le Boursicaud (FRA)           | Abdessamad El Mankari (MAR)                   |
| Lyonnaise - tir progressif   | Aleš Borčnik (SVN)                       | Stefano Pegoraro (ITA)              | Frédéric Marsens (FRA)                        |
| Lyonnaise - tir de précision | Pero Ćubela (CRO)                        | Jure Kozjek (SVN)                   | Simone Mana (ITA)                             |
| Raffa                        | Enrico Dall'Olmo (SMR)                   | Alfonso Nanni (ITA)                 | Stefan Farrugia (MLT)                         |

### Femmes
| Catégorie                    | Or                            | Argent                                       | Bronze                                                       |
| ---------------------------- | ----------------------------- | -------------------------------------------- | ------------------------------------------------------------ |
| Pétanque - doublets          | Tunisie Asma Belli Mouna Beji | France Angélique Colombet Ludivine d'Isidoro | Espagne Maria Jose Muñoz Torregrosa Maria Jose Perez Adelino |
| Pétanque - tir de précision  | Mouna Beji (TUN)              | Gülçin Çelik (TUR)                           | Asma Belli (TUN)                                             |
| Lyonnaise - tir progressif   | İnci Ece Öztürk (TUR)         | Barbara Barthet (FRA)                        | Serena Traversa (ITA)                                        |
| Lyonnaise - tir de précision | Nives Jelovica (CRO)          | Sesilia Mailehako (FRA)                      | Caterina Venturini (ITA)                                     |